# Roland Janes
Roland E. Janes (20 août 1933 - 18 octobre 2013) est un guitariste et producteur de disques de rockabilly américain, actif chez Sun Records entre 1956 et 1963.